# Claudenus antipoda
Claudenus antipoda är en sjöpungsart som beskrevs av Kott 1972. Claudenus antipoda ingår i släktet Claudenus och familjen lädermantlade sjöpungar. Inga underarter finns listade i Catalogue of Life.